# Diathraustodes fulvofusa
Diathraustodes fulvofusa là một loài bướm đêm trong họ Crambidae.